# Prunus salasii
Prunus salasii — вид квіткових рослин з родини трояндових (Rosaceae). Ареал охоплює такі країни: Сальвадор, Гватемала, Гондурас, Мексика (Чьяпас).

## Середовище
Цей вид зустрічається у субтропічних/тропічних вологих гірських лісах та субтропічних/тропічних вологих низинних лісах на висотах від 536 до 2000 м. Первісне середовище існування було фрагментовано через інтенсивні вирубки лісів по всьому ареалу виду.

## Морфологічна характеристика
Це велике дерево, яке може сягати 35 метрів заввишки.